# Lech Borkowski
Lech Stanisław Borkowski – polski fizyk, doktor habilitowany nauk fizycznych.

## Życiorys
Studia z fizyki ukończył w 1987 na Politechnice Wrocławskiej. Stopień doktorski uzyskał w 1995 na amerykańskim Uniwersytecie Florydy na podstawie rozprawy pt. Impurities in unconventional superconductors (promotorem był prof. Peter J. Hirschfeld). Habilitował się w 2011 na poznańskim UAM na podstawie oceny dorobku naukowego i pracy pod tytułem Dynamika nieliniowa neuronów Hodgkina-Huxleya. 
W okresie 1995–2016 pracował w Zakładzie Fizyki Kwantowej na Wydziale Fizyki UAM. W pracy badawczej zajmował się m.in. teorią fazy skondensowanej (nadprzewodnictwo, magnetyzm, skorelowane układy elektronowe), neuronauką teoretyczną z zastosowaniami w układach biologicznych oraz dynamiką nieliniową neuronów i układów neuronalnych.
Jest autorem podręcznika Języki skryptowe (Wyd. Naukowe UAM, 2006, ISBN 83-232-1582-0) oraz tłumaczem szeregu podręczników anglojęzycznych dotyczących m.in. programowania, DB2, SBS, Microsoft Exchange Server, XSLT, ASP.NET AJAX, platformy .NET Framework oraz systemów Unix i Linux.
Swoje prace publikował m.in. w „Physical Review" oraz „Acta Physica Polonica".